# Aimé Stevens
Pour les articles homonymes, voir Stevens.
Aimé Stevens, né à Schaerbeek le 28 décembre 1879 et mort à Ixelles, le 23 août 1951, est un peintre et un aquarelliste belge.

## Biographie

### Famille
Aimé (Oscar Aimé Jean) Stevens, né rue Gaucheret no 10 à Schaerbeek le 28 décembre 1879, est le fils de Jean Michel Stevens (1851), tailleurs d'habits, et de Léocadie Basilique (1856-1883). Aimé Stevens épouse à Bruxelles le 5 février 1902 Aimée Uyttebreock (1875),.

### Formation
Aimé Stevens est, à partir de 1897, étudiant à l'Académie royale des beaux-arts de Bruxelles, où il suit notamment les cours de Joseph Stallaert et de Joseph Quinaux. En 1900, l'institution académique lui décerne le premier prix du concours triennal de peinture. L'année suivante, il tente de participer au Prix de Rome belge en peinture, mais sa candidature n'est pas retenue.

### Carrière
Dès 1902, à l'issue de sa formation académique, Aimé Stevens possède son propre atelier et devient professeur à l'École de dessin de Schaerbeek, puis, l'année suivante, professeur de dessin d'après l'antique à l'Académie royale des beaux-arts de Bruxelles. Il conserve cette fonction jusqu'en 1949.
Il expose pour la première fois au Salon de Bruxelles de 1900, où il a envoyé une peinture d'histoire intitulée Introduction du christianisme dans les Gaules, une œuvre qu'il a également proposée au prix Godecharle. Au Salon de Bruxelles de 1903, il envoie  : Portrait de Mme S* et Les Hespérides. Il présente un portrait au Salon de Bruxelles de 1907. Il voyage ensuite en Amérique latine et expose Fécondité, impression de camp sud américain au Salon de Bruxelles de 1914.
Reconnu comme portraitiste, Aimé Stevens reçoit des commandes d'institutions officielles, comme le Portrait de la reine Marie-Henriette en 1914 à la Chambre des représentants ou le Portrait du roi Alphonse XIII destiné en 1921 au Cercle espagnol de Bruxelles. En 1927, il peint L'Hommage du duc de Brabant et du peuple belge aux morts havrais de la grande guerre, destiné à orner une des salles de l'Hôtel de ville du Havre.
La carrière d'Aimé Stevens est liée à l'Amérique latine. Lors de l'Exposition universelle de Bruxelles de 1910, en qualité de commissaire général de la section latine, il inaugure le pavillon de l'Uruguay, dont il vante les mérites. Il donne des conférences en espagnol à Bruxelles. En 1921, il est membre du comité directeur du Comité national belge de l'Union latine dès sa création. En 1924, il est nommé consul de l'Uruguay à Bruxelles, fonction qu'il exerce jusqu'en 1940 au moins. En 1932, il se rend en Uruguay et expose à Montevideo,. 
Le 23 août 1951, Aimé Stevens meurt, à l'âge de 71 ans, à Ixelles.

## Œuvre

### Caractéristiques
Son champ pictural couvre essentiellement les portraits et les natures mortes florales.

### Réception critique
En novembre 1932, lorsqu'Aimé Stevens expose au Palacio de la musica à Montevideo, le critique du quotidien Le Soir,  écrit : 

« Le peintre Aimé Stevens, professeur à l'Académie des beaux-arts de Bruxelles, vient de remporter un éclatant succès dans la capitale de l'Uruguay. Il a fait une exposition des ses œuvres qui lui a valu dans toute la presse des articles enthousiastes. Portraits, figures, compositions, ont été longuement commentés par la critique. Mais ce sont surtout les portraits qui ont frappé les amateurs. Il est qualifié de « grand seigneur du portrait », en raison de ses dons d'observation, sa facture, ses conceptions historiques et psychologiques. Le Marchand d'oranges possède les qualités d'une œuvre de musée »

### Galerie

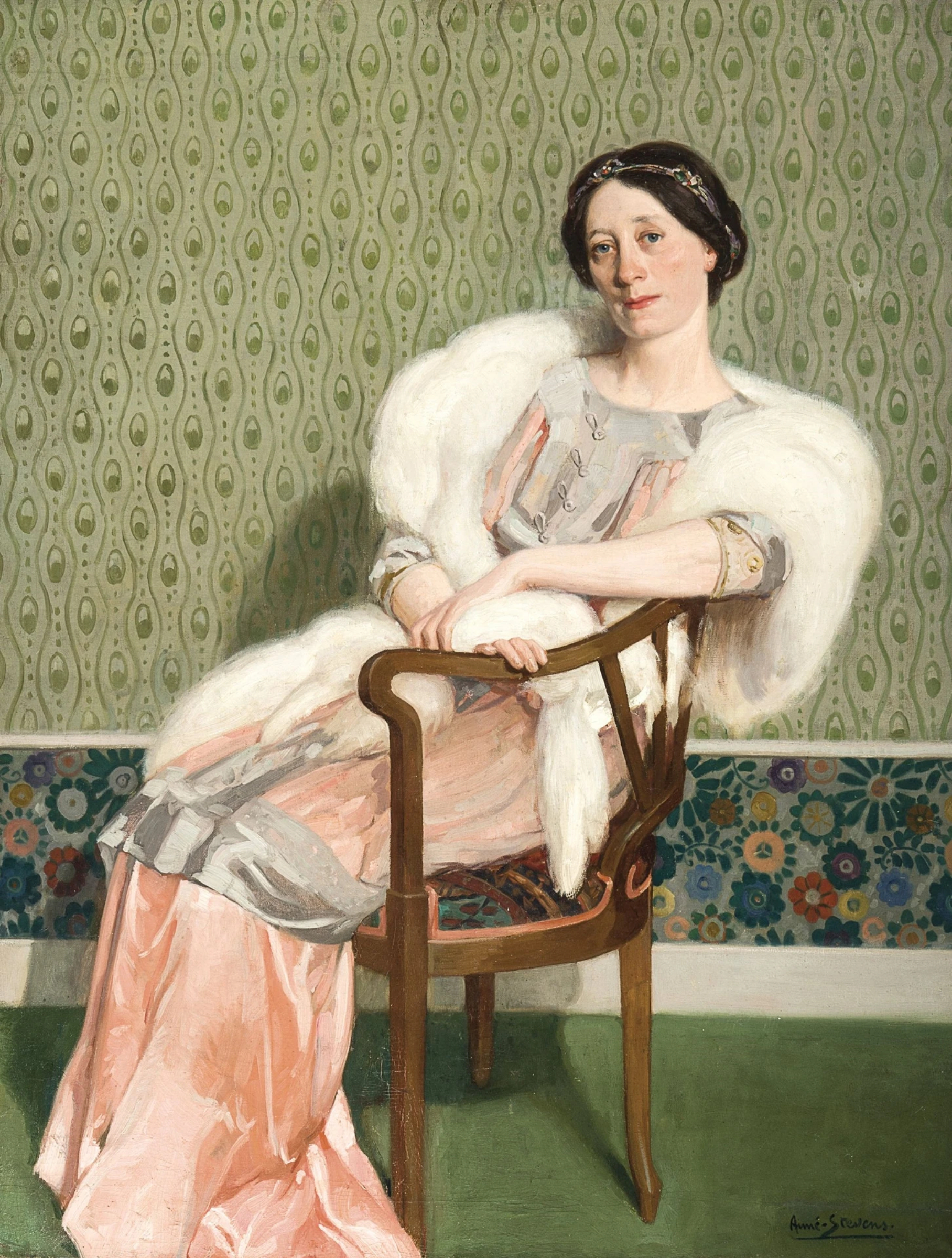
Dame dans un intérieur.
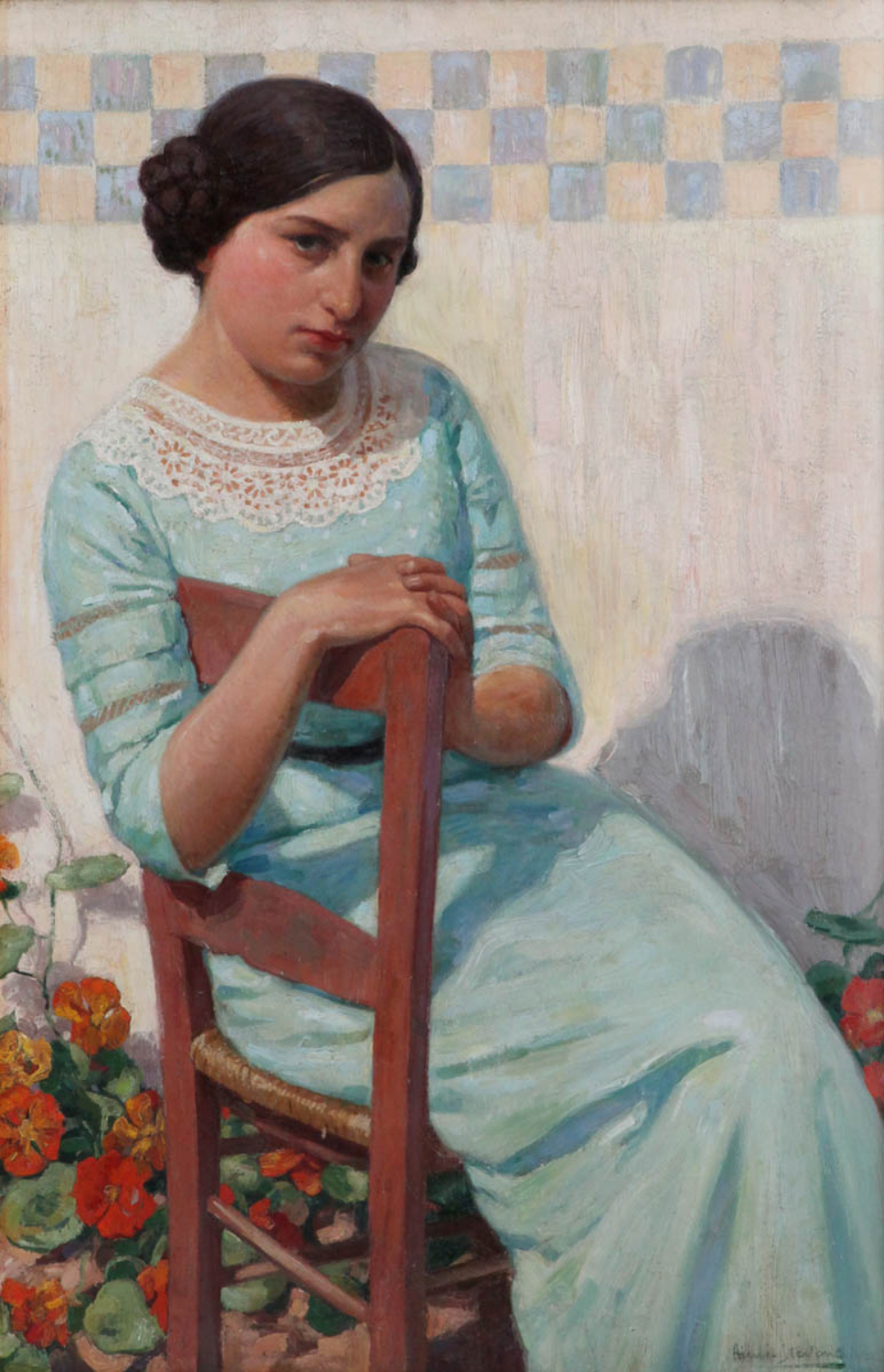
Modèle fatigué.
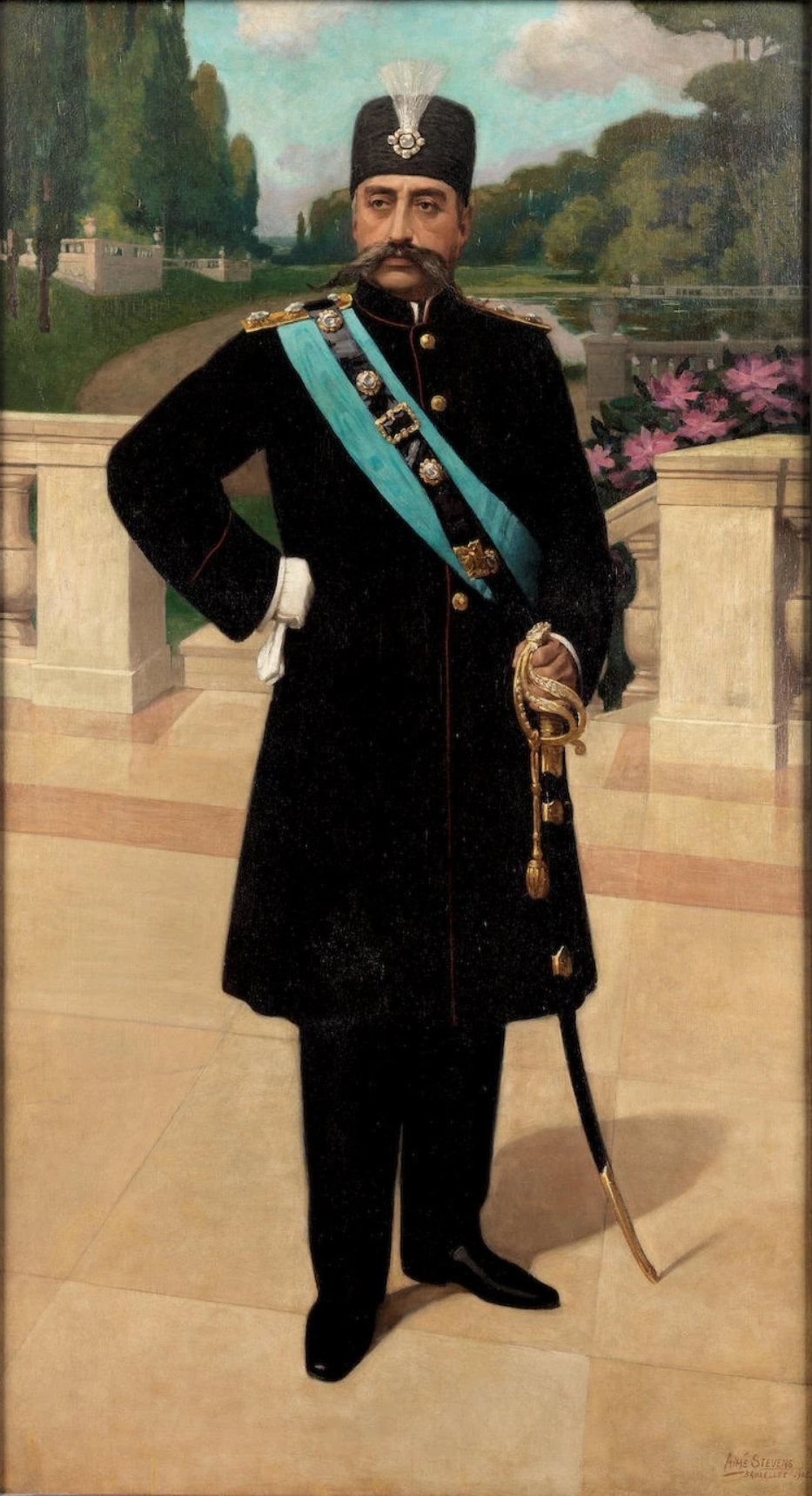
Portrait de Mozaffareddine Chah lors de sa visite d'état en Belgique en 1905.
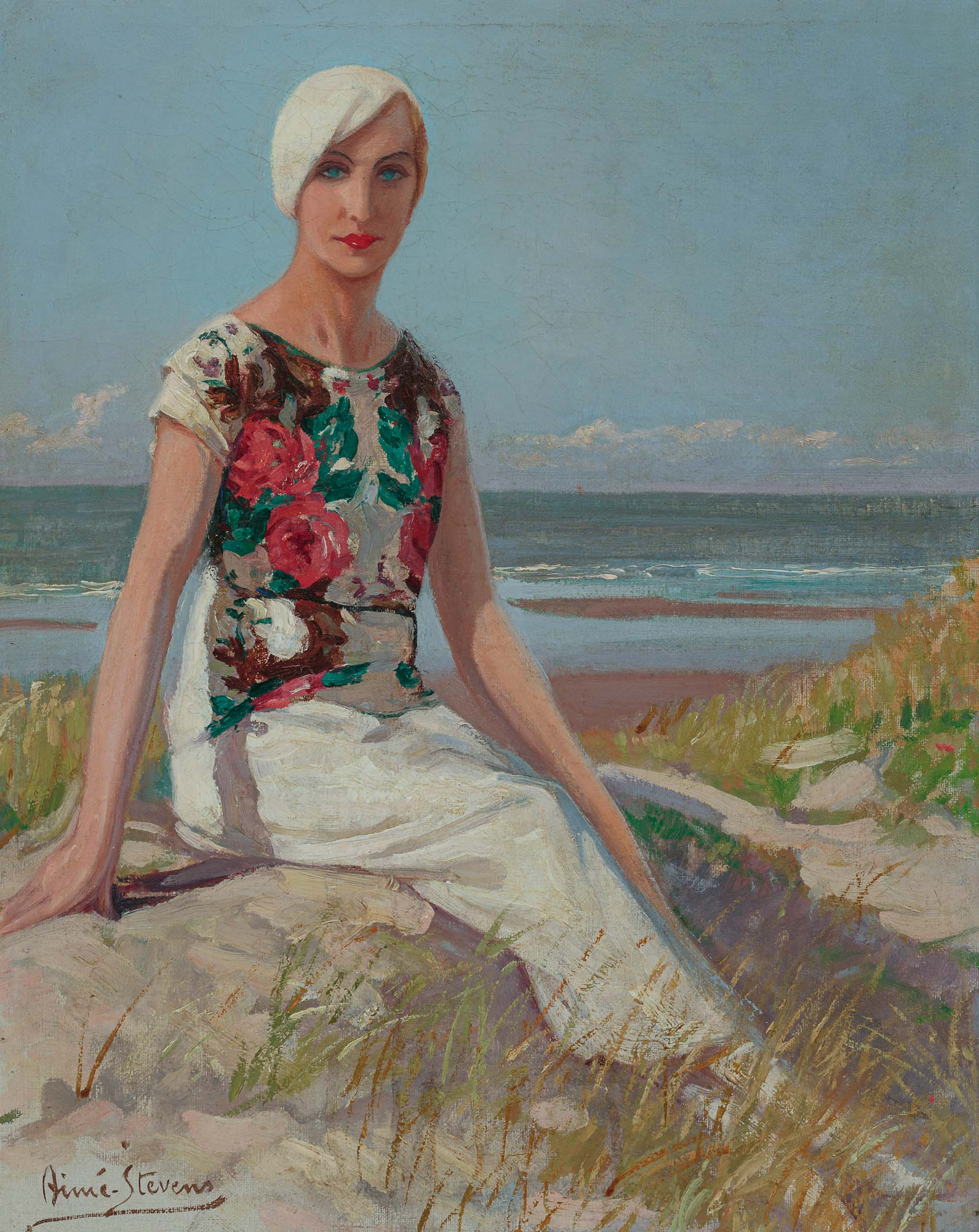
Personne élégante dans les dunes.
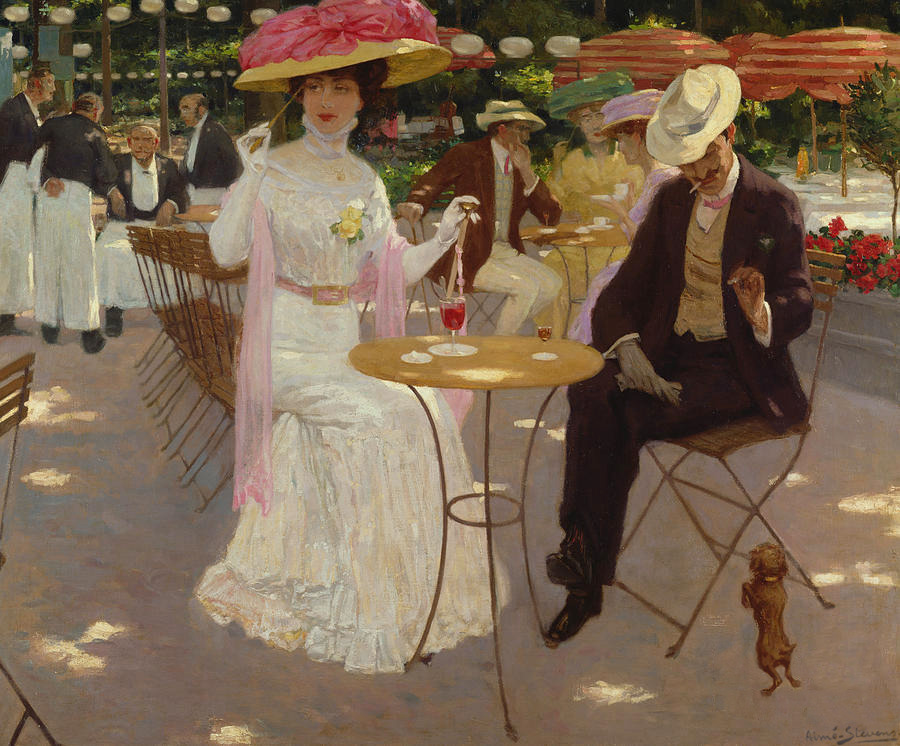
Au café.

### Collections muséales
Des œuvres d'Aimé Stevens sont conservées au Musée de la ville de Bruxelles (Portrait de Félix Vanderstraeten), au MoMuse à Molenbeek-Saint-Jean (Mère et enfant, lithographie), de même qu'au Musée national des Arts visuels à Montevideo (Soy el apóstol del Señor, 1900).

## Distinctions
- Officier de l'ordre de Léopold le 26 novembre 1930[14].
- Chevalier de la Légion d'honneur (1925)[15].